# Molí hidràulic
|  | «Molí d'aigua» redirigeix aquí. Vegeu-ne altres significats a «molí aiguader». |

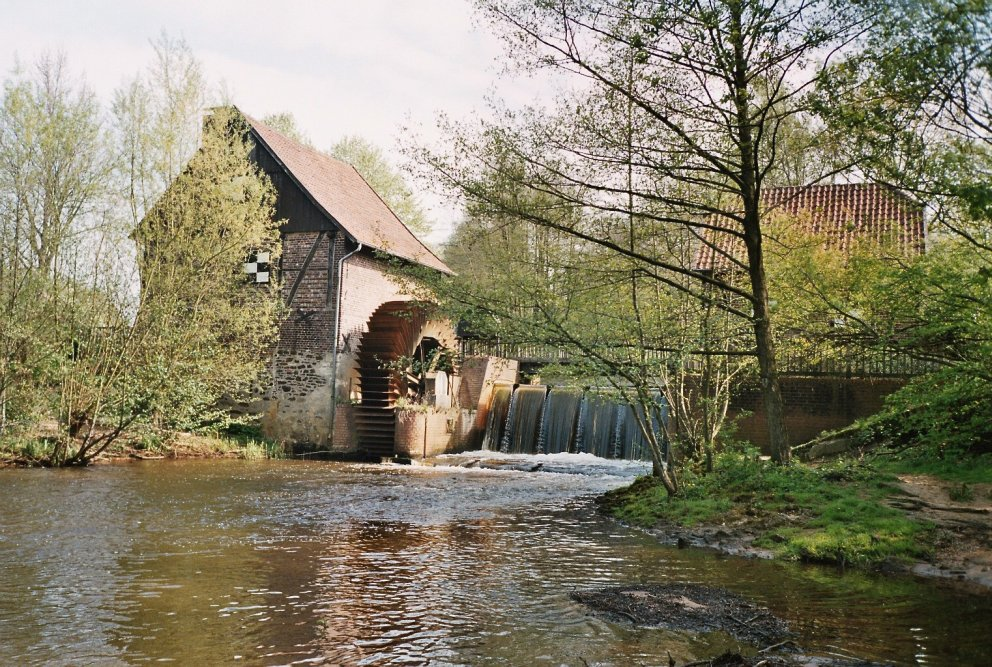
Un molí d'aigua a Sythen (Alemanya).

Un molí hidràulic o molí d'aigua és un tipus de molí mogut per l'aigua que permet moldre el gra, generar electricitat, i el drenatge de grans àrees d'aiguamolls emprant l'energia potencial de l'aigua alliberada en fluir.
És l'estructura més antiga coneguda d'aprofitar l'energia cinètica de les aigües dels rius i rierols.

## Funcionament i utilització

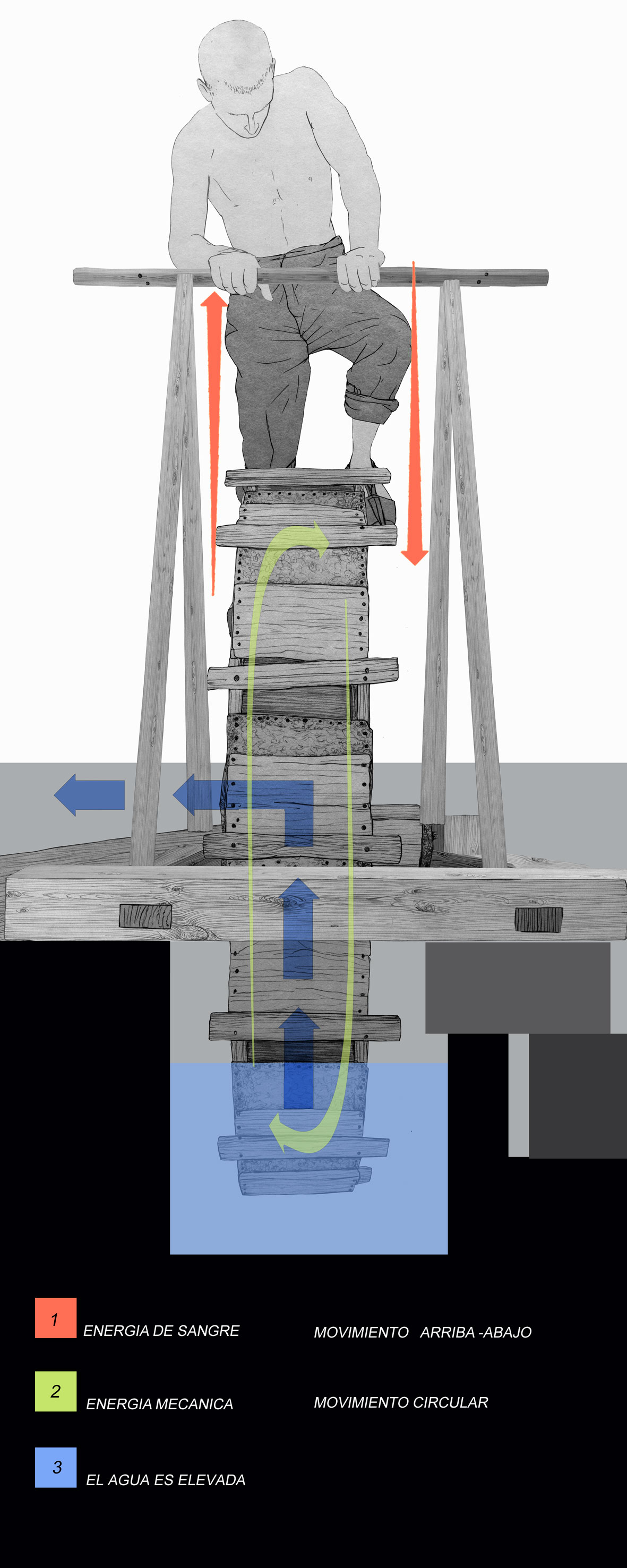
"Bombillo", per a apujar aigua. Moviments del llaurador. Ilu·lustració del Museu Valencià d'Etnologia

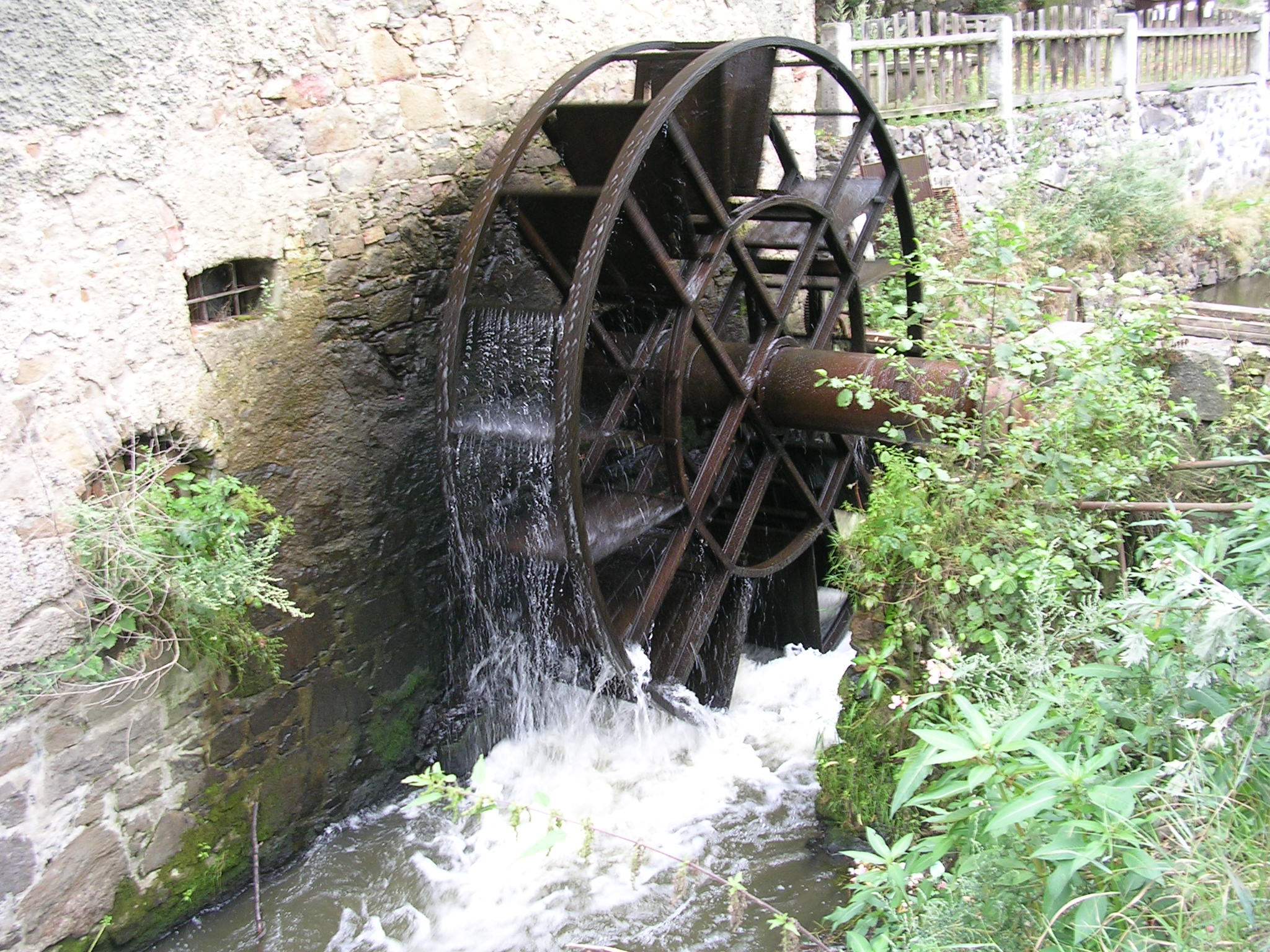
Roda de pales d'un molí, accionada pel corrent d'aigua

Fa centenars d'anys, el moviment de l'aigua s'utilitzava a les fàbriques. L'energia cinètica de l'aigua en moviment es converteix en un moviment de rotació d'unes pales de fusta que s'uneixen mitjançant un eix a una pedra de molí (pedra rodona i pesada) per tal de moldre cereals (blat i blat de moro, ordi, civada, etc.) i convertir-los en farina.
Avui dia les represes i salts d'aigua s'utilitzen principalment per a produir electricitat en les centrals hidroelèctriques.
L'energia hidràulica és l'energia produïda pel moviment de l'aigua i pot ser convertida en forma d'electricitat, o directament en forma d'energia mecànica (de rotació). Quan plou als turons i muntanyes, l'aigua flueix cap als rius i d'ells cap al mar. El moviment o caiguda d'aigua porta energia cinètica i energia potencial que es pot aprofitar com a font d'energia.
Moltes vegades es construeixen dics que aturen el curs permetent l'acumulació d'aigua en un dipòsit que es diu reservori o represa. En altres casos, les preses (preses) que no aturen el curs natural de l'aigua, sinó que la fan passar per un desviament que la condueix cap a un molí d'aigua.
La transformació de l'energia continguda en els cursos d'aigua en energia utilitzable es pot fer mitjançant una turbina o antigament mitjançant una roda hidràulica. En obrir les comportes de la presa, l'aigua retinguda passa a través dels àleps de la turbina (o la roda d'aigua) causant que giri, utilitzant la força motriu de l'aigua. Amb la rotació de la turbina el procés es repeteix, és a dir, el generador acoblat a la turbina converteix l'energia mecànica en electricitat. Això és el que passa a la major part de les preses.

## Molins hidràulics del Pirineu
S'han fet servir a bastament les rodes hidràuliques tant al Pirineu català com al Principat d'Andorra, tant per la molta del blat com també com a font d'energia per les serradores i fargues.

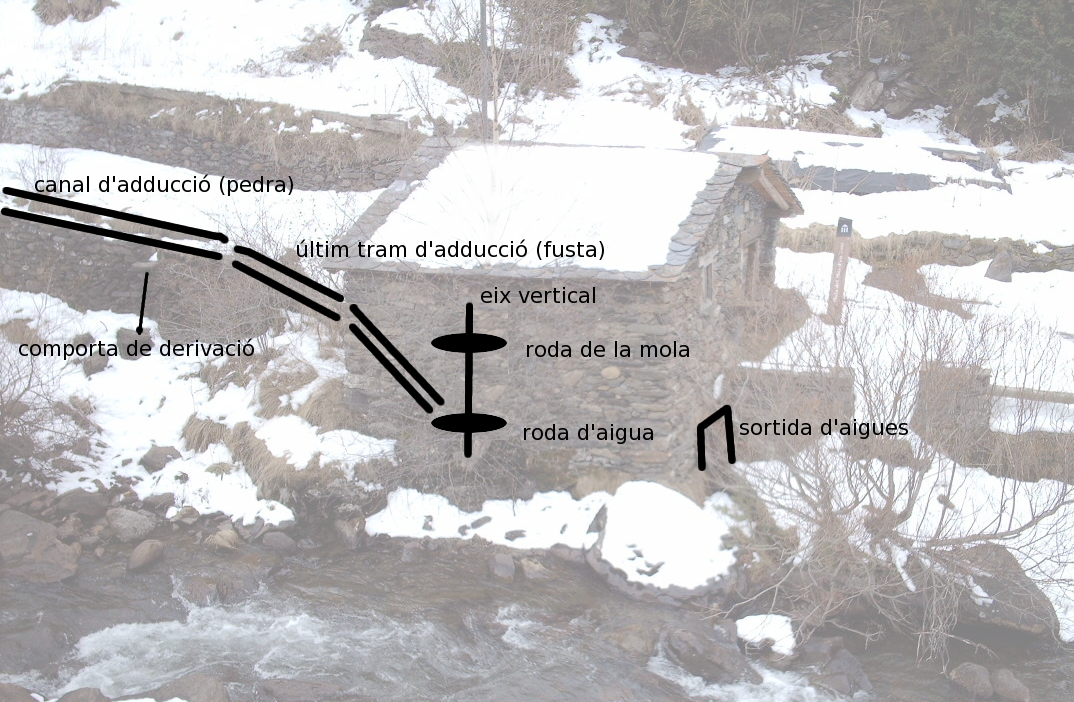
Esquema de funcionament d'un molí de blat

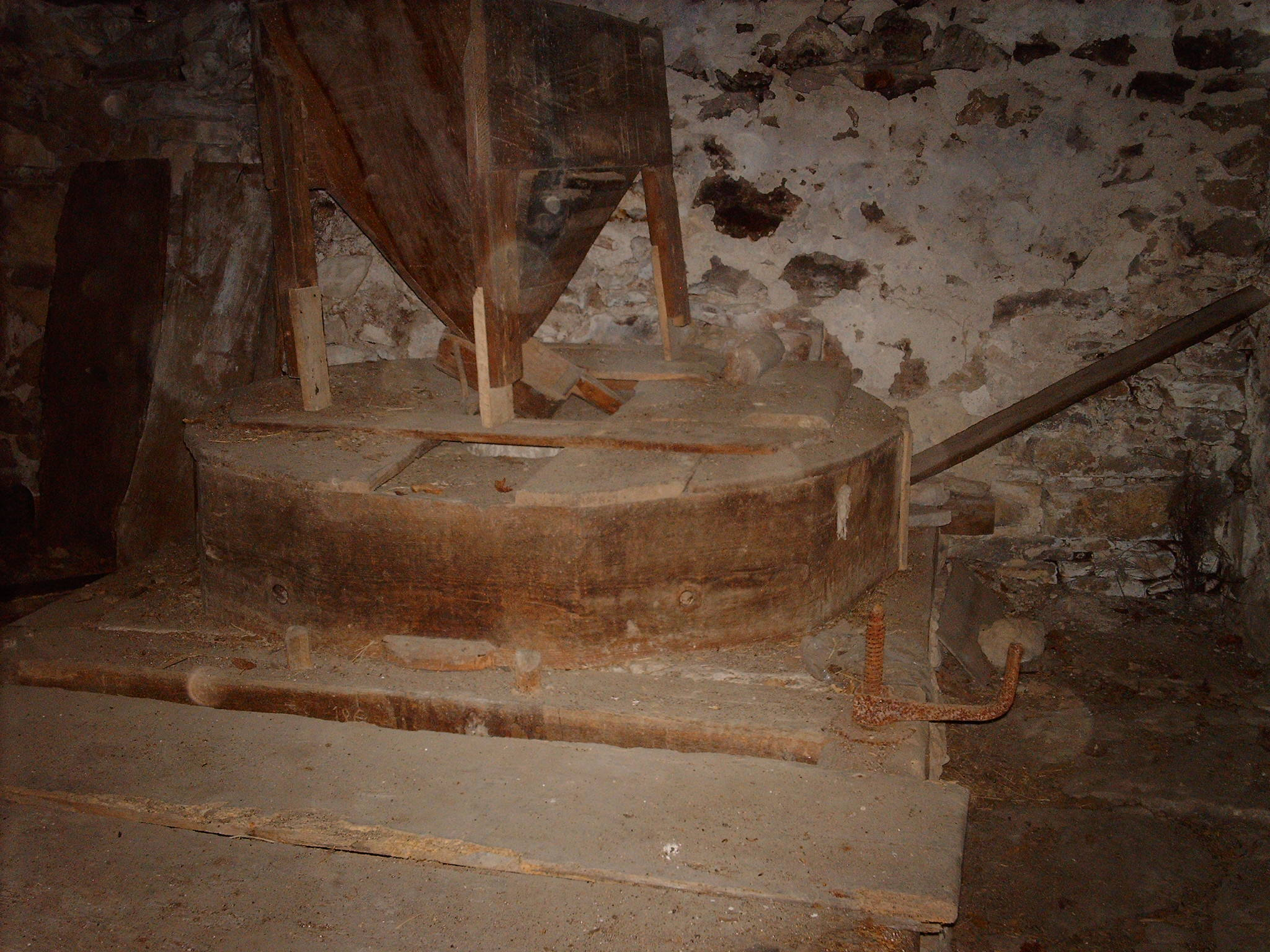
Roda de mola i sistema de càrrega del blat

En la seva forma de molí català, el conjunt de la roda hidràulica i de la roda del molí gira al voltant d'un mateix eix vertical, minimitzant així les peces en moviment i els efectes de la fricció. Es pot concebre com a estructura de pedra molt compacte, que comprèn:
- en el pis inferior, la roda hidràulica i la sortida d'aigües (retorn cap al riu)
- en el pis superior, la roda del molí i el mecanisme de càrrega del blat

L'entrada d'aigua se sol fer mitjançant un canal d'adducció que entra en l'edifici entre els dos pisos.

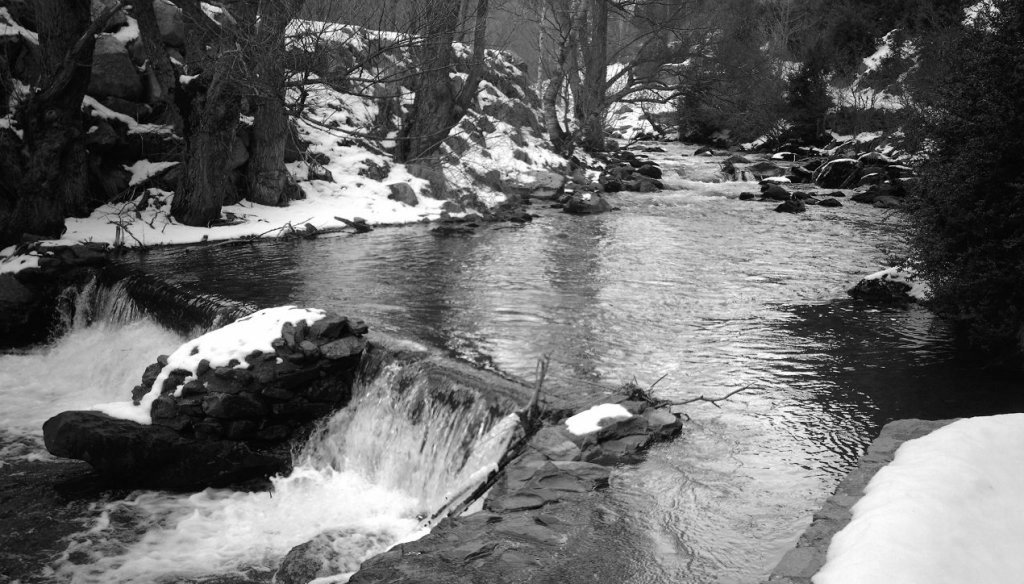
Presa de riu per una roda hidràulica

Avui en dia encara es poden visitar vàries moles emprant el sistema català, el Molí de Mas d'en Solé a La Cortinada (Andorra), el molí situat a l'antiga central hidroelèctrica d'Esterri de Cardós i les restes del molí a Valldarques (Alt Urgell).

## Els molins romans
Els primers molins d'aigua utilitzaven el sistema d'Arbres de lleves i daten a l'antiga Roma, fa dos mil anys. Es movien a través d'un sistema d'engranatges que bàsicament consistia en un cilindre amb lleves que s'activava amb l'energia accionada per la força de l'aigua, aquestes lleves aixecaven o deixaven caure uns pistons que molien el gra.
Aquesta aplicació és el primer arbre de lleves datat. Es considera que va ser l'emmagatzematge d'informació de forma mecànica. Aquest, sense voler, va ser l'inici dels sistemes binaris i es va aplicar en altres maquinàries com ara telers, sistemes de distribució d'aigua o en martells hidràulics. I més tard aquest sistema binari acabarà evolucionant fins als primers ordinadors i altres tecnologies digitals.